# Kalix resecentrum
Kalix resecentrum är en järnvägsstation på Haparandabanan i Kalix i Norrbotten. Den öppnade för persontrafik den 1 april 2021. Det formella namnet hos Trafikverket är Kalix västra för att skilja från driftplatsen 2 km österut som benämns Kalix östra. Vid stationen finns anslutande busstrafik till centrum med Kalix Lokaltrafik.
Resecentrum ligger centralt, mindre än en kilometer från Kalix centrum med närhet till befintliga cykelvägar.

## Historik
Bygget av Kalix resecentrum var ett samarbete mellan Trafikverket och Kalix kommun med stöd av Europeiska regionala utvecklingsfonden. Det första spadtaget togs den 26 juni 2019.
Någon persontrafik med tåg fanns inte i Kalix tätort före 2021 eftersom Haparandabanan förr gick längre in i landet via Morjärv-Karungi. Den som förr ville åka tåg från centrala Kalix fick ta sig till stationen i Vitvattnet som var närmast centralorten (24 km), där persontrafiken lades ned år 1992, eller till Luleå (79 km).

### Alternativa förslag
Det fanns några andra förslag på var det nya stoppet i Kalix skulle hamna. Ett förslag som utreddes var om det om det skulle bli vid den gamla godsbangården, Kalix östra. Norrbottniabanegruppen gjorde även en resecentrumsstudie 2006, och enligt det förslaget skulle resecentrumet ha hamnat mycket närmare Rammelberget.

## Bildgalleri

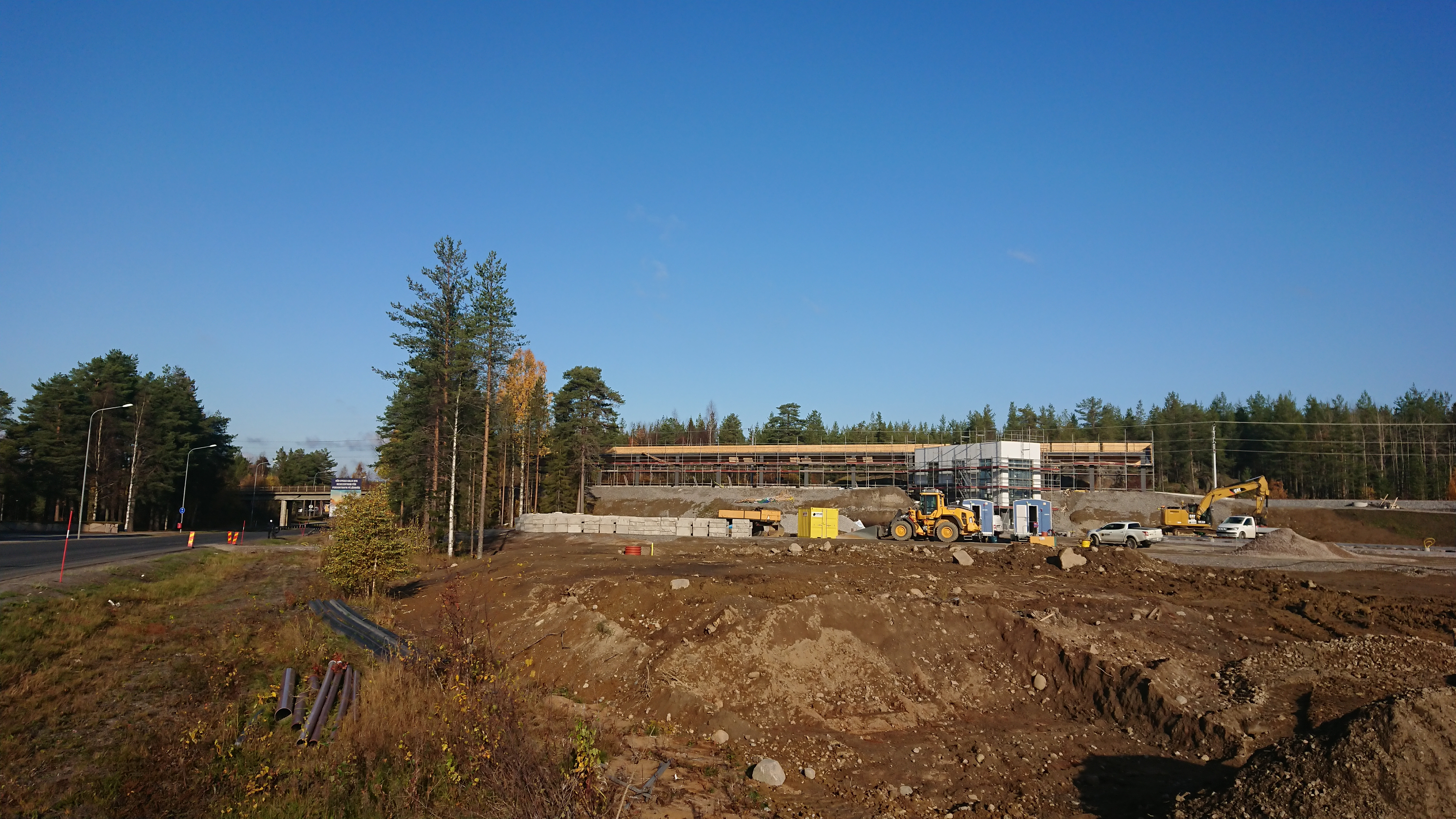
Kalix resecentrum under uppbyggnad hösten 2020
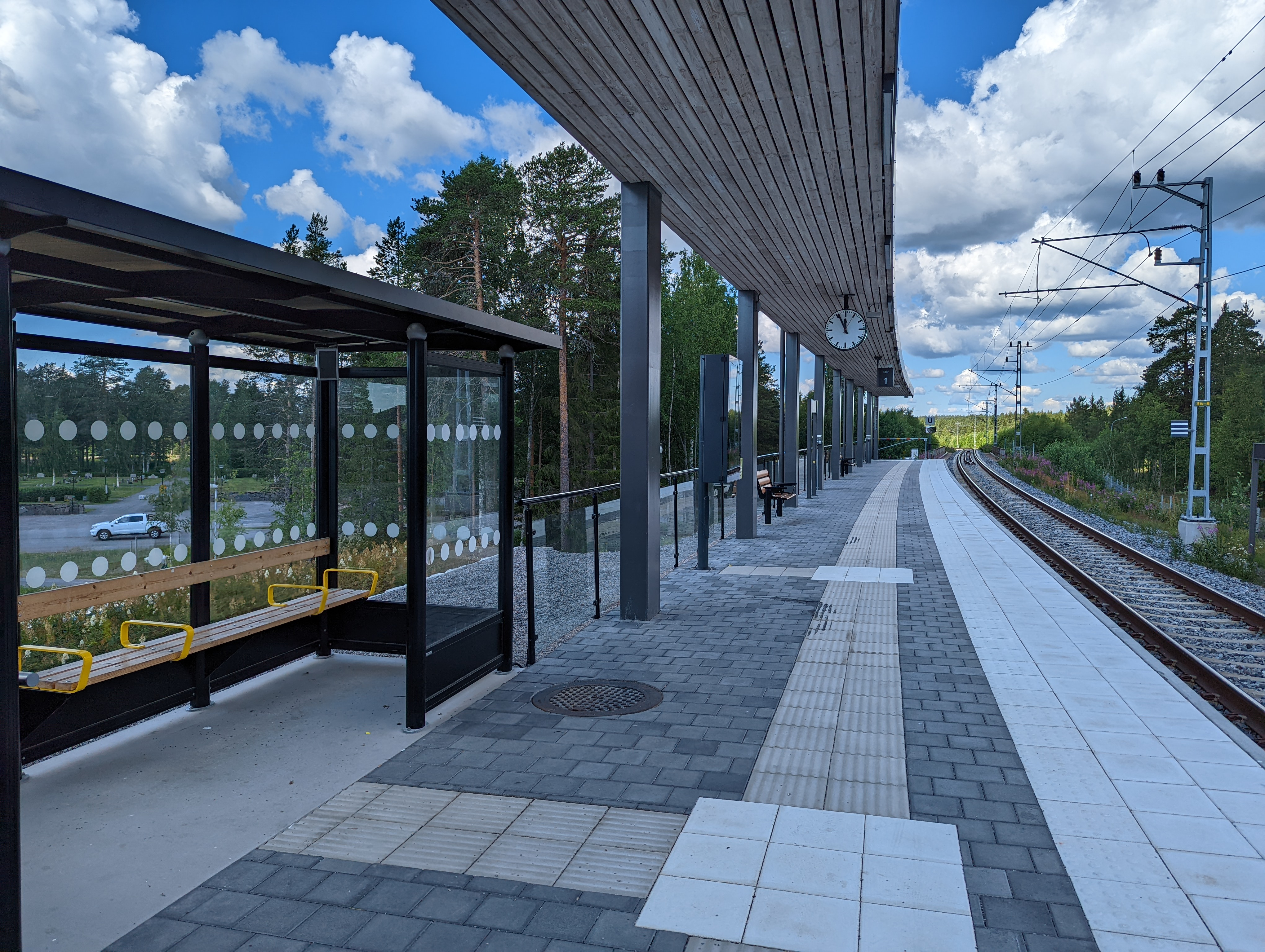
Plattformen
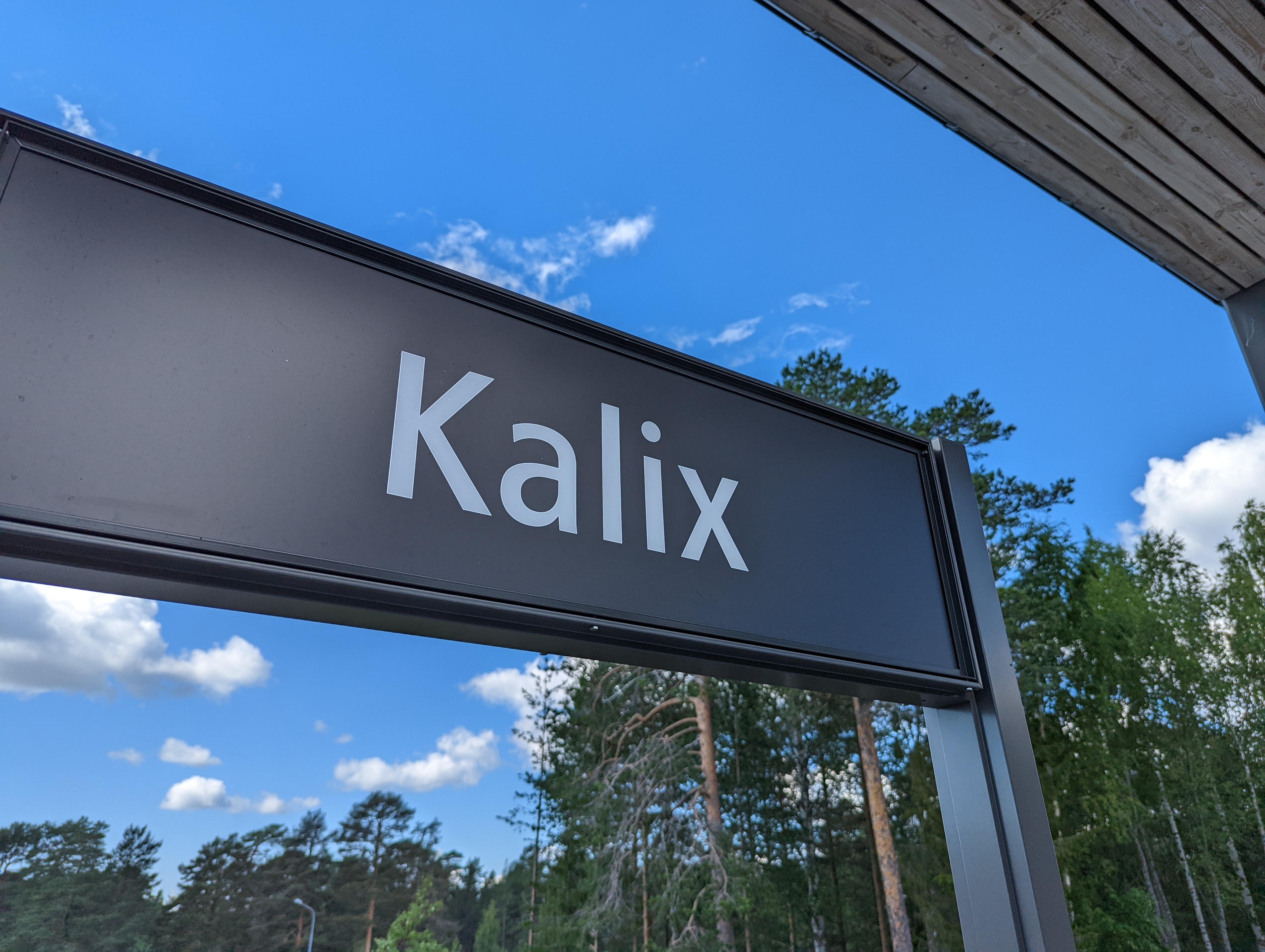
Stationsskylt
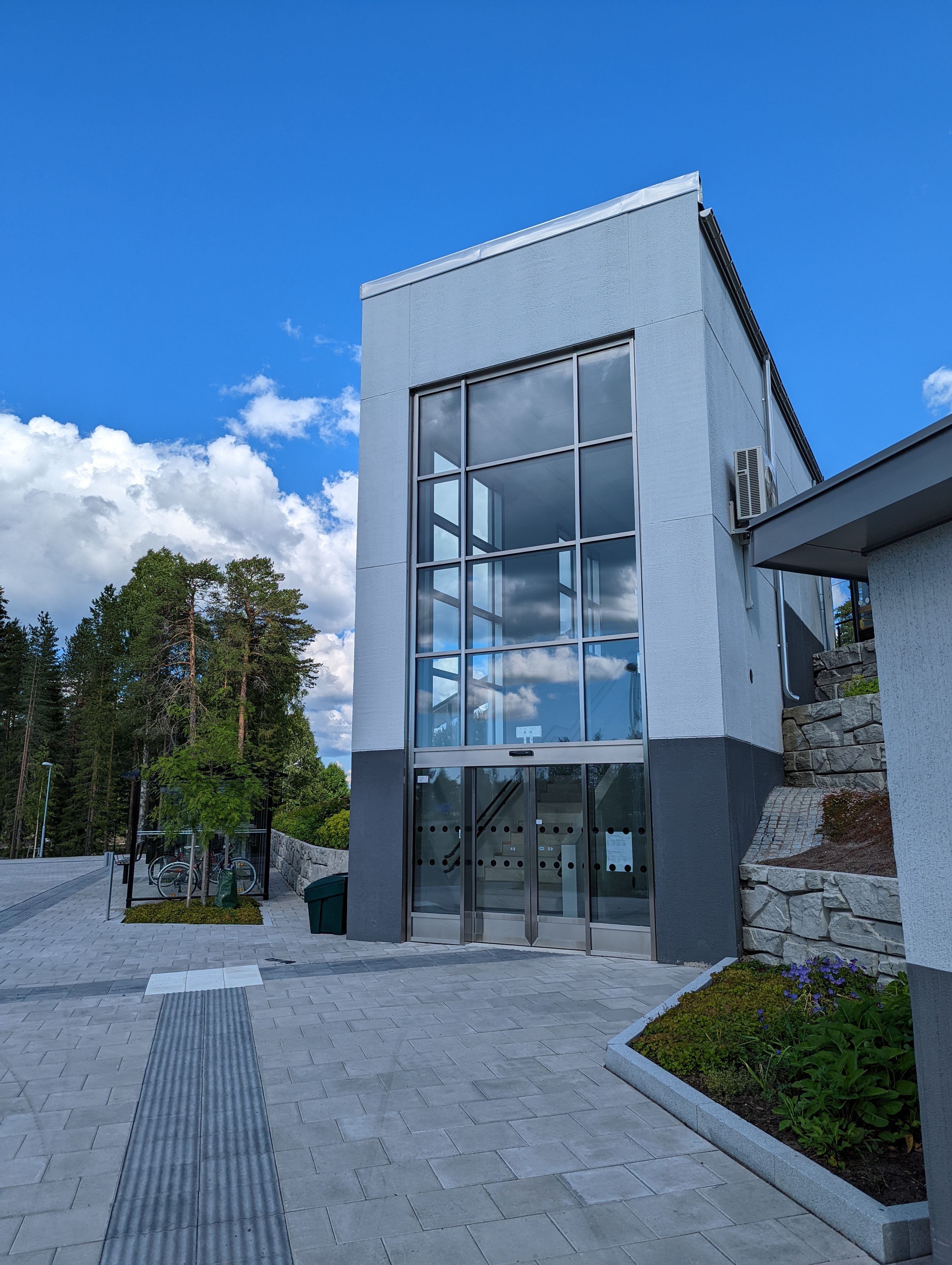
Ingång